# Курица на пивной банке
Курица на пивной банке (англ. Beer can chicken, также курица на троне, курица с пивом, танцующая курица, пьяная курица) — блюдо из курицы, приготовленное на гриле, также методом непрямого гриля, когда открытая банка пива или другого напитка вставляется в полость курицы, а затем используется для удержания курицы вертикально, пока она готовится на гриле или в печи. В процессе приготовления в банке образуется пар, что добавляет влаги в полость птицы, и предполагается, что пары пива служат для придания аромата блюду. Поскольку курица находится в вертикальном положении, с неё стекает жир, и кожа готовится более равномерно.
Наряду с банкой может использоваться бутылка из-под пива (пустая или частично заполненная). В таком случае блюдо будет называться курица на бутылке. Существует и безалкогольный вариант этого рецепта, когда в бутылку вместо пива наливается вода, которая, испаряясь, делает мясо курицы более нежным.
Перед приготовлением часть пива из банки обычно удаляется, и частично заполненная банка пива помещается внутрь птицы. Некоторые повара используют полную банку пива. Некоторые повара используют стандартную пивную банку на 12 унций (355 мл), в то время как другие используют жестяную банку для пива большего размера. Иногда курицу перед приготовлением натирают специями, а некоторые используют маринованную курицу.

Курица на пивной банке

Американский кулинарный автор, телеведущий и писатель Стивен Райчлен высказал предположение, что курица на пивной банке, возможно, возникла в американском штате Луизиана. Цыплёнок на пивной банке используется как блюдо на некоторых соревнованиях по приготовлению барбекю в США и подаётся в некоторых американских ресторанах.
В США существуют ярые сторонники этого блюда, в то время как другие считают, что блюдо и процесс переоценены. Было заявлено, что эффективность пива, используемого для пропаривания целых цыплят изнутри и добавления аромата, является спорной. Некоторые эксперты по кулинарии также заявили, что пиво не достигает точки кипения, и, следовательно, не выпаривается.